# Calanthe sandsii
Calanthe sandsii är en orkidéart som beskrevs av Phillip James Cribb. Calanthe sandsii ingår i släktet Calanthe och familjen orkidéer. Inga underarter finns listade i Catalogue of Life.